# Kerti Hüyük
Kerti Hüyük, Kerti Höyük – wzgórze tureckie, położone niedaleko wsi Madenşehri na północny wschód od miejscowości Karaman (starożytna Laranda) oraz około 100 km od starożytnej Listry. Prawdopodobnie w pobliżu wzgórza Kerti Hüyük znajdowało się starożytne miasto Derbe. Hipoteza ta powstała w 1956 roku i jest przedmiotem sporów bizantologów. W 1964 roku jako lokalizację Derbe przyjmowano osadę Debri-Sehri oddaloną o 4 km na południowy wschód od Kerti Hüyük.